# Marienverehrung
Marienverehrung bezeichnet die Verehrung Marias, der Mutter Jesu Christi. Die Marienverehrung ist Bestandteil der Liturgie und zeigt sich darüber hinaus in vielfältigen Formen des Brauchtums sowie der Volksfrömmigkeit. Eine besonders große Bedeutung hat die Marienverehrung in den Ostkirchen und in der Katholischen Kirche, während evangelische Kirchen den meisten Formen der Marienfrömmigkeit reserviert gegenüberstehen.

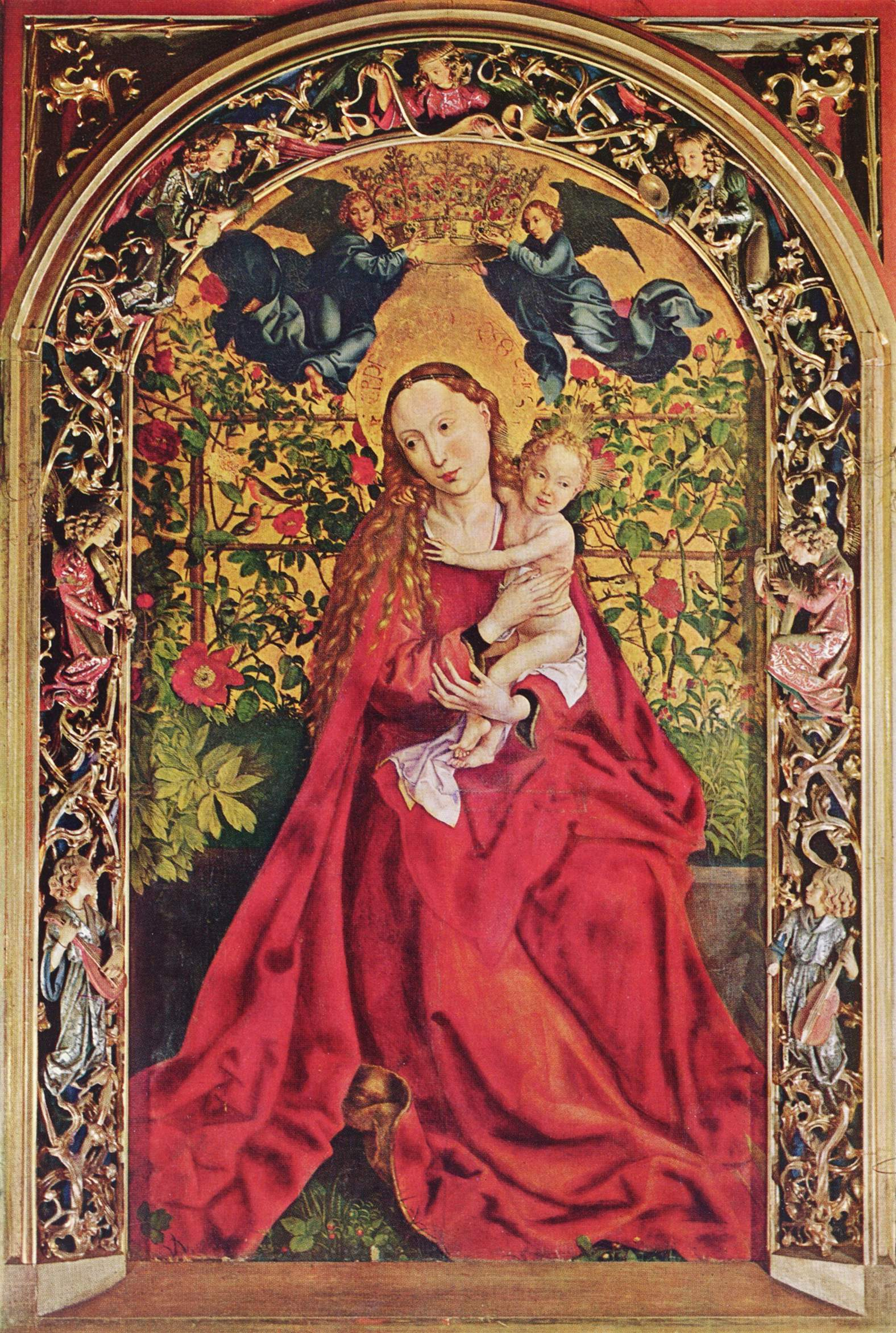
Martin Schongauer, Maria im Rosenhag, Tempera auf Holz, gemalt 1473, Dominikanerkirche Colmar

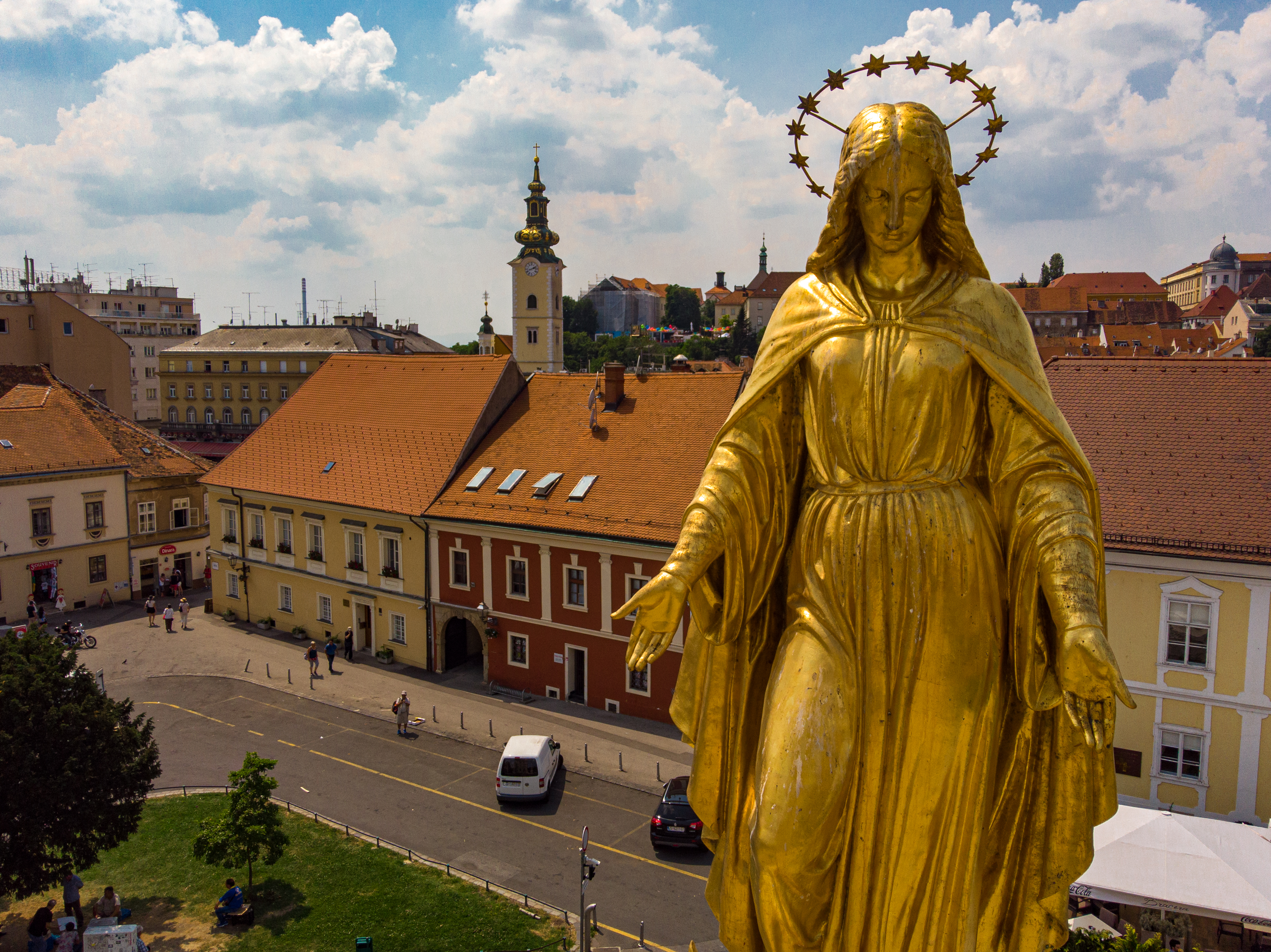
Maria von Zagreb

## Historische Entwicklung im Überblick

### Heiligenverehrung in der Alten Kirche
Nach der Mitte des 2. Jahrhunderts zeigten sich Ansätze zur Hochschätzung von Märtyrern. Das Grab des um 155 n. Chr. wegen seines Christseins getöteten Polykarp von Smyrna bekam eine besondere Bedeutung als Ort für gottesdienstliches Feiern. Mit dieser besonderen Hochschätzung für Märtyrer war eine terminologische Änderung verbunden: Während etwa Paulus in seinen Briefen die Christen einer Gemeinde insgesamt als „die Heiligen“ bezeichnete, wurde „Heiliger“ nun zu einem Ehrentitel, und man sprach z. B. vom „heiligen Polykarp“ (und später von der „heiligen Jungfrau Maria“). Ab dem 3. Jahrhundert wurden auch Asketen hochgeschätzt, also ehelos lebende Christen. 

### Marienverehrung in der Alten Kirche
Etwa in der Mitte des 2. Jahrhunderts entstand das Protoevangelium des Jakobus. Dieses lange nach den vier kanonischen Evangelien entstandene Werk blieb außerhalb des Bibelkanons, war aber beliebt und beeinflusste auch die Glaubenslehre der römisch-katholischen Kirche sowie der Ostkirche. Darin wird gewissermaßen die Vorgeschichte der Evangelien erzählt, indem die Herkunft und die Jugendzeit von Maria, der Mutter Jesu, dargestellt wird. Darin zeigt sich eine besondere Beachtung Marias, insbesondere ihrer Jungfräulichkeit.
Es dauerte bis zum Ende des 4. Jahrhunderts, bis der Gedanke aufkam, zu Maria zu beten. Damals erzählte Gregor von Nazianz (in Kleinasien), dass sich eine gewisse Justina an Maria, die Mutter Jesu, um Hilfe gewandt habe. Damals beschäftigten sich Kirchenväter intensiv mit ihr. „Die Idealisierung Marias geht ... auf Ambrosius von Mailand zurück.“
Unter Kaiser Theodosius wurde um 390 n. Chr. die trinitarische Richtung des Christentums zur Staatsreligion im Römischen Reich. Seitdem gewann die Verehrung Marias (im traditionellen Genitiv: Mariens) zunehmend an Bedeutung. Im Jahre 431 wurde Maria durch das Konzil von Ephesus als Gottesgebärerin (gr. Theotokos und lat. Dei Genetrix) bezeichnet und dogmatisiert; dabei ging es ursprünglich weniger um die Frage, wer Maria sei, sondern vielmehr um die Frage, ob Jesus von Nazareth Gott sei. Der Begriff der Gottesgebärerin oder Gottesmutter sollte klarstellen, dass Jesus Christus wahrer Mensch und wahrer Gott sei. Nach diesem Konzil entwickelte sich eine intensivere Marienverehrung, die – wie Kritiker behaupten – der Verehrung der „Himmelskönigin“ des Alten Testaments ähnele.

### Maria im Mittelalter
Im fünften und sechsten Jahrhundert versuchte man, verschlüsselte Hinweise auf Maria in der Bibel zu finden, und ein Jahrhundert später entstanden die ersten Marienfeste und -gebete, wie das Ave Maria.
Entscheidend für die Entwicklung einer ausgeprägten Marienverehrung waren die christologischen Streitigkeiten, an deren Ende die göttliche Natur Christi stark betont wurde, wodurch im Bewusstsein des Volkes die Mittlerstellung Christi praktisch ausfiel. Zu der menschlich so nahen und geistlich ansprechenden Gestalt Mariens fanden die Gläubigen dann viel leichter Zugang.

### Maria in der Neuzeit
Nach der Reformation begann in der römisch-katholischen Kirche die Gegenreformation, in der die Marienverehrung zwei gegenläufige Tendenzen erfuhr: Einerseits wurde versucht, möglichst viele unbiblische Texte zu verbieten, wodurch die volkstümliche Marienverehrung theoretisch hätte Schaden nehmen müssen; auf der anderen Seite wurde der Marienkult seit den 1580er Jahren zu einem Instrument insbesondere der jesuitischen Gegenreformation. So wurde beispielsweise in Bayern die Marienverehrung (Patrona Bavariae) vom Staat und den Jesuiten stark gefördert, zahlreiche Marienwallfahrten nahmen hier ihren Anfang, zum Beispiel zur Wallfahrtskirche Maria im Sand in Dettelbach und zur Gnadenkapelle in Altötting.

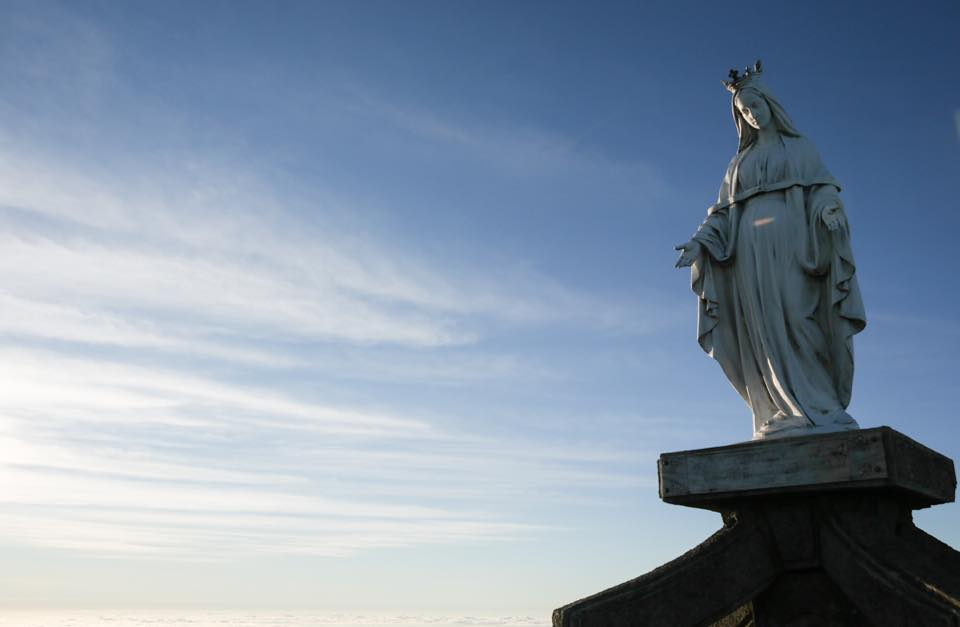
Unsere Liebe Frau von Ramelau auf Osttimors höchstem Berg, dem Tatamailau

Die Einstellung zu Maria war gerade während der Gegenreformation eines der offenkundigsten Kriterien, das die Katholiken einerseits von Lutheranern, andererseits von Calvinisten unterschied. So gehörte in Verhören die Frage, ob man seine Fürbitten auch an Maria und die Heiligen richte, zu den Mitteln, um heimliche Protestanten zu erkennen.
Eine neue Blüte erlebte die Marienverehrung in der Romantik.

### Vorchristliche Parallelen
Nach einigen Autoren lassen sich bereits in vorchristlichen Jahrhunderten Elemente erkennen, die später in den Marienkult eingehen sollten, etwa zur Zeit des Alten Testaments, als die Babylonier die Göttin Ištar verehrten. Viele Eigenschaften dieser „Himmelskönigin“ (Jeremia 7,18 ) seien von anderen Kulturen übernommen, auf viele verschiedene Göttinnen aufgeteilt und später wieder zu einer Person zusammengefasst worden. So wechselten von Zeit zu Zeit und von Kulturraum zu Kulturraum die Art und Anzahl der Namen für die Göttin, aber nicht die Wesenszüge und deren Verehrung. Als Beispiele werden die altägyptische Isis oder die altgriechischen Artemis, Demeter und Athene angeführt sowie besonders die ursprünglich phrygische „Große Gottesmutter“ Kybele, deren Magna-Mater-Kult zunächst im griechischen Kulturraum adaptiert wurde (Verehrung auf der Agora von Athen), später im Römischen Reich verbreitet war und noch Jahrhunderte nach Christus Anhänger fand (Muttergöttin).
Artemis passt in ihrer Ambiguität besonders gut: als jungfräuliche und keusche Göttin aus Delos im europäischen Griechenland einschließlich der Ägäis einerseits und als anatolische Muttergöttin des Tempels von Ephesos andererseits.
Diese wurde schon vor Gründung der Stadt Ephesos in Perge in Pamphylien verehrt, weshalb sie auch Artemis Pergaia und später bei den Römern Diana Pergensis hieß. In Ephesus wurde sie bis ins 5. Jahrhundert n. Chr. verehrt. Anscheinend war ihre Statue, die zunächst vor der damals erbauten Marienkirche stehen blieb, „mit der auf ihrem Kopf einen Heiligenschein tragenden Maria gleichgesetzt“ worden.

## Sonderstellung Marias

### Mutter Jesu
Maria ist die Mutter Jesu Christi, der im Christentum der Sohn Gottes ist. Das dritte ökumenische Konzil in Ephesos A.D. 431 erklärte, nach einem Streit mit Bischof Nestorius, Maria zur Θεοτόκος (theotokos), zur Gottesgebärerin (gegen die Position einer Ανθρωποτόκος, anthropotokos, Menschengebärerin). Dadurch sollte nicht Maria hervorgehoben, sondern betont werden, dass Jesus Christus bereits als Gott geboren und nicht später zu Gott erhöht worden sei.

### Jungfrau

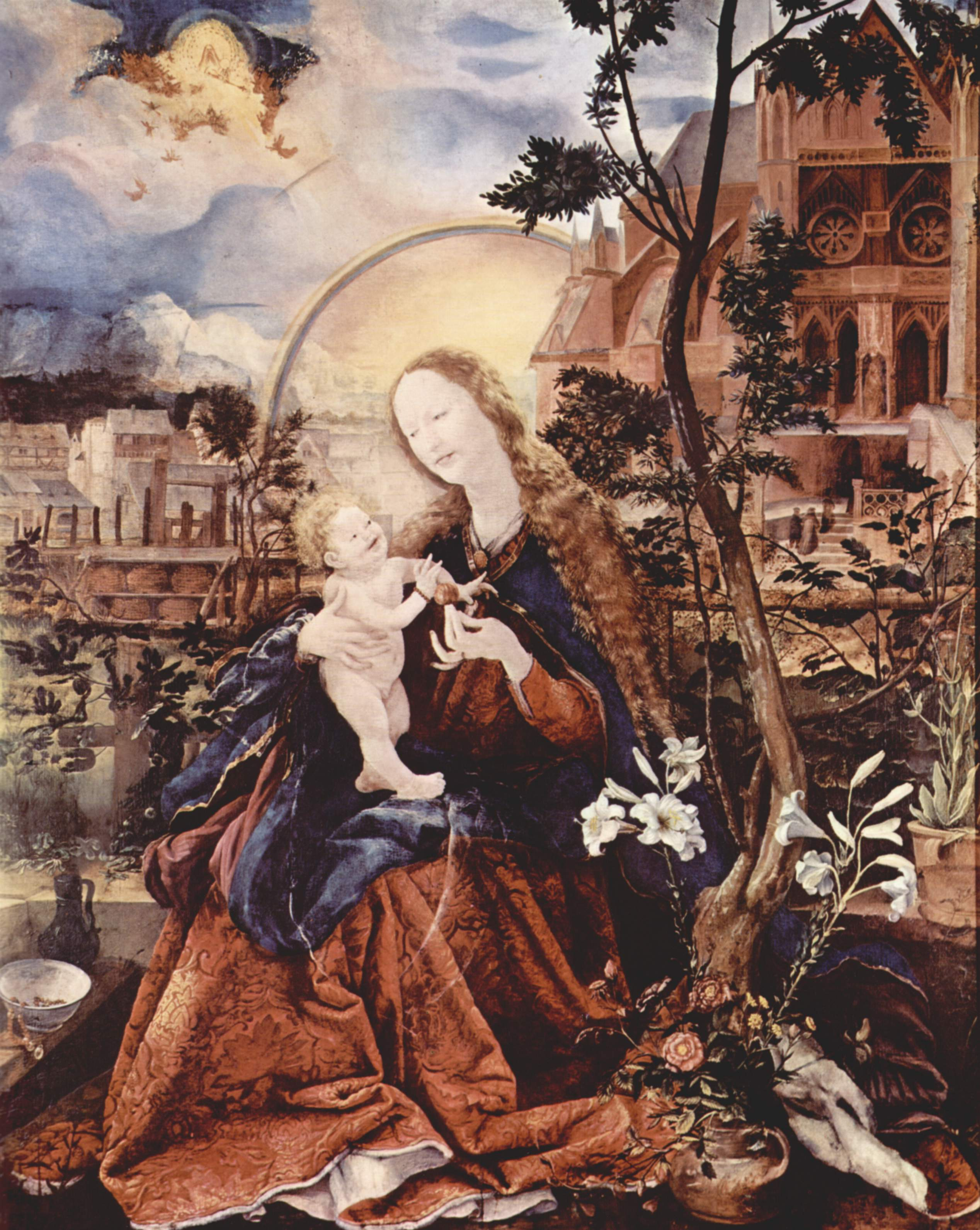
Die Stuppacher Madonna von Matthias Grünewald – die verwendete Symbolsprache betont in besonderer Weise die Jungfräulichkeit Marias

Die Jungfräulichkeit wird in zwei Ausprägungen gesehen:
1. Die Jungfrau Maria hat gemäß dem Matthäusevangelium (Mt 1,20 EU) Jesus vom Heiligen Geist empfangen.
2. Nach römisch-katholischer und orthodoxer Lehre blieb Maria Jungfrau auch bei und nach der Geburt Jesu. In diesen Kirchen wird Jungfräulichkeit um des Himmelreiches willen als besonders lobenswerte Tugend gewertet.

## Sicht der Konfessionen und Religionen

### Römisch-katholische Kirche
Die römisch-katholische Kirche lehrt, dass der Mensch bei der Taufe von der Erbsünde, bei der zweiten Auferstehung am Ende seines Lebens von den Folgen dieser Erbsünde befreit wird und so zu einer vollkommenen Gemeinschaft mit Gott gelangen kann (biblisch: Himmel). Maria war schon im Moment ihrer eigenen Empfängnis im Leib ihrer Mutter Anna von der Erbsünde befreit. Das heißt, Maria, die Frau, die Gott als Mensch geboren hat, hat zu Lebzeiten an der Erbsünde keinen Anteil gehabt (sogenannte Unbefleckte Empfängnis, das Hochfest wird am 8. Dezember begangen).

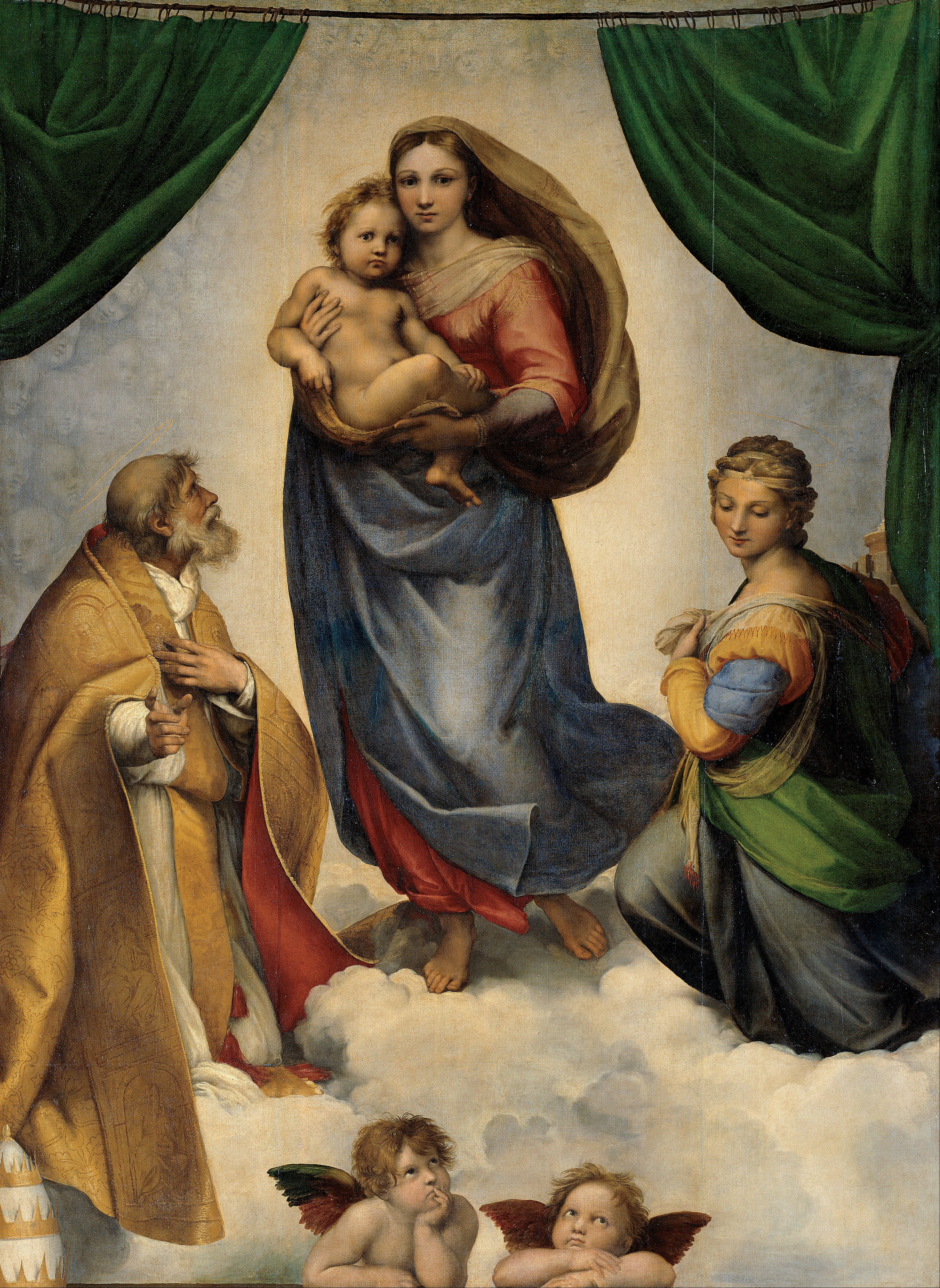
Die Sixtinische Madonna von Raffael aus dem Jahr 1512/1513, eine der bekanntesten katholischen Mariendarstellungen

Verwechselt wird diese Thematik oft mit der Art und Weise der Zeugung Marias selbst: Sie hatte einen gewöhnlichen menschlichen Vater, nach der Tradition hieß er Joachim. Auch das Dogma der Jungfrauengeburt wird manchmal mit dem der Unbefleckten Empfängnis verwechselt.
In der römisch-katholischen Kirche nimmt, wie in den orthodoxen und syrischen Kirchen, die Verehrung Marias eine wichtige Rolle ein. Die leibliche Aufnahme Marias in den Himmel und die unbefleckte Empfängnis Mariens gelten in der römisch-katholischen Kirche als Dogma; in orthodoxen und syrischen Kirchen werden ähnliche Auffassungen vertreten. Die Mariendogmen der römisch-katholischen Kirche werden vom kirchlichen Lehramt und zahlreichen Vertretern römisch-katholischer Theologie in ihrem Kern als Aussagen über Jesus Christus gedeutet; Maria sei bereits bei Gott vollendet, wie alle Menschen einmal vollendet werden sollen, Maria sei somit der „Prototyp“ des durch Jesus Christus erlösten Menschen.
Durch die Jungfrau Maria kam Gott in der Gestalt Jesu Christi in die Welt. Maria wird deshalb in einem Marienlied als „der Gottheit Tabernakel“ bezeichnet.
Die katholische Kirche unterscheidet zwischen latreia (Anbetung), die nur Gott selbst zukommt, und Dulia (Verehrung), die den Heiligen und somit auch Maria entgegengebracht wird:

„[Der Marienkult] ist zwar durchaus einzigartig, unterscheidet sich aber wesentlich vom Kult der Anbetung, der dem menschgewordenen Gott gleich wie dem Vater und dem Heiligen Geist dargebracht wird, und er fördert diesen gar sehr.“

Innerhalb der römisch-katholischen Kirche, insbesondere in Deutschland, divergieren die Ansichten über dieses Thema zum Teil erheblich: In der Volksfrömmigkeit gab es manchmal Tendenzen zur übersteigerten, nicht mehr christozentrischen bzw. theozentrischen Marienverehrung. Zeitgenössische Betrachtungen betonen gern Marias Stärke, wie sie sich vor allem in ihrem Jubellied, dem Magnificat (Lk 1,46–55 ), widerspiegele.
Maria wird als Mutter und Schwester der Gläubigen bezeichnet, die den Weg des Menschen zu Gott bereits gegangen ist. Deshalb könne sie auch Vorbild sein und um Hilfe auf dem Weg zu Gott angerufen werden.

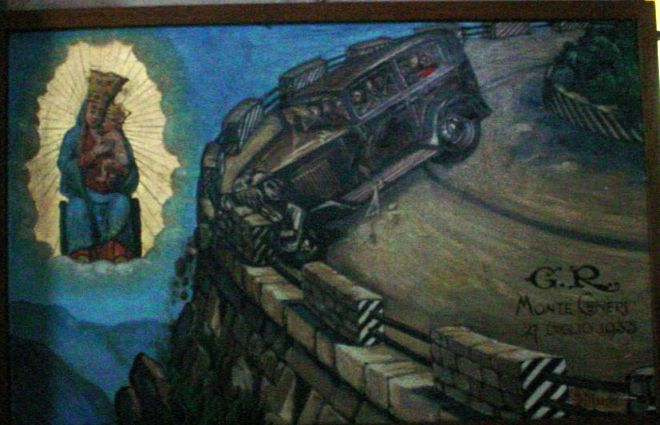
Votivbild in Monte del Sasso

Ausdrucksformen der liturgischen Marienverehrung in der römisch-katholischen Kirche sind zahlreiche Marienfeste. Daneben gibt es eine große Zahl an frommen Übungen der Volksfrömmigkeit, wie Marienwallfahrten – etwa nach Lourdes, Fátima, Tschenstochau, Kevelaer, Neviges oder Moresnet-Chapelle –, ihre Verehrung als Schutzheilige wie in der Patrona Bavariae, die Maiandachten, Litaneien (vor allem die Lauretanische Litanei), das Rosenkranzgebet oder das Ave Maria. Auch die Darstellung Mariens in Malerei und Bildhauerei ist Ausdruck von marianischer Frömmigkeit.
Berichte von Marienerscheinungen, auch dort, wo sie von der Kirche nach kritischer Prüfung als echt anerkannt sind, sind nicht verpflichtender Bestandteil des katholischen Glaubensgutes, da nach katholischer Lehre die Offenbarung mit den Aposteln abgeschlossen ist und solche Privatoffenbarungen der Lehre dieser Kirche nichts hinzufügen. Jeder Katholik ist daher frei, an Marienerscheinungen zu glauben oder nicht.

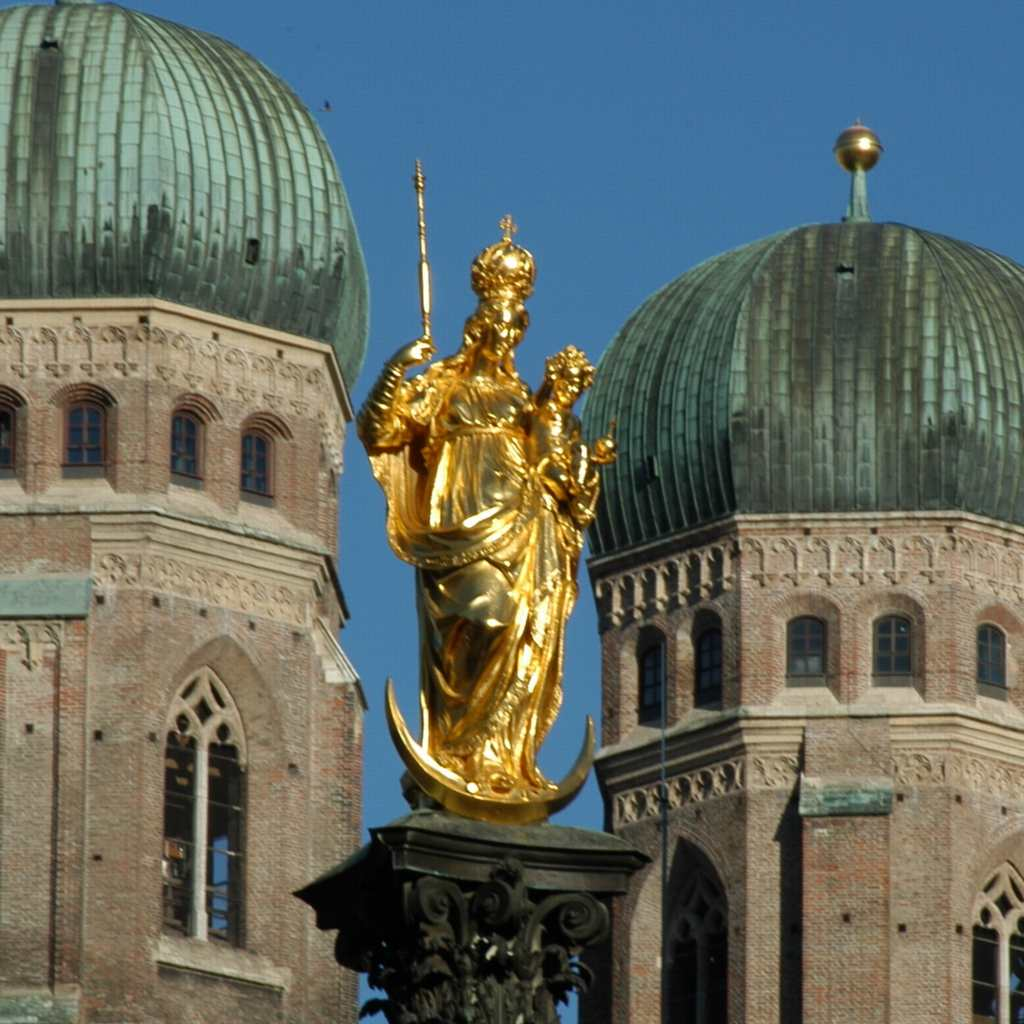
Die Mariensäule in München

Die Marienverehrung hat in den letzten Jahrzehnten eine Neubelebung erfahren, insbesondere durch die neuen geistlichen Bewegungen, aber auch durch Papst Johannes Paul II., der ein großer Marienverehrer war und bei seinen Auslandsreisen zahlreiche Marienwallfahrtsorte besucht hat. Die Muttergottes als Postfiguration Evas zu deuten – gerade so, wie Christus Adam postfiguriere – entsprach in der Einordnung den Aussagen der klassischen Bibelexegese.
In der christlichen Ikonographie wird Maria oft – in Anlehnung an (Offb 12,EU ) – als die „apokalyptische Frau“ bzw. Herrscherin mit Sternenkranz, Krone, Zepter bzw. auf dem Mond (oder einer Mondsichel) stehend – mit dem (meist ebenfalls mit Krone und Zepter ausgestatteten) Kind auf dem Arm – dargestellt. Diese Darstellungsform bezeichnet man als Mondsichelmadonna. Maria wird als die „Königin des Himmels und der Erde“ (s. o.: vollendeter Mensch bei Gott) dargestellt, die den Gläubigen durch ihre Fürbitte vor Gott helfen kann. In überwiegend katholischen Gegenden sind an vielen Orten – oft in der Ortsmitte – sogenannte Mariensäulen aufgestellt, etwa in München auf dem Marienplatz.
Manche Religionswissenschaftler vertreten die Auffassung, Maria habe die Funktion einer Göttin inne. Der Zürcher Christoph Uehlinger hält die Lehre, es handle sich bei Maria nicht um eine Göttin, für eine bloße „Sprachregelung“. Unter Umständen würde „die Gottesmutter stärker als Gott selbst“ verehrt, der den Gläubigen zu entrückt erscheine, als dass man mit ihm kommunizieren könne. Auch der Amerikaner Stephen Benko schreibt in seinem Buch The Virgin Goddess, in der katholischen Marienverehrung sei Maria an die Stelle vieler antiker Göttinnen gesetzt worden, deren Kult in christlicher Form fortgesetzt werde.
Der protestantische Theologe Jörg Lauster sieht dagegen in der Betonung leiblicher Phänomene wie Geburt und Stillen (Maria lactans) eine Betonung gerade der Menschlichkeit Marias: Sie werde „als reale Frau und Mutter“ dargestellt, von der das Göttliche aber seinen Ausgang genommen habe. Insofern stelle sie den Inkarnationsgedanken in einer abgemilderteren, zugänglicheren Version dar.

### Orthodoxe Kirchen
Die orthodoxen Kirchen verehren Maria als Gottesgebärerin (gr. Θεοτόκος Theotókos) und als Jungfrau. Sie sehen sie als heilig und sündlos. In Bezug auf die Erbsünde haben sie jedoch eine unterschiedliche Auffassung und vertreten daher nicht die Lehre von der unbefleckten Empfängnis. Das Fest der Aufnahme Mariens in den Himmel wird in den Ostkirchen als „Entschlafung der Gottesgebärerin“ gefeiert.

### Altkatholische Kirche
Die hl. Maria wird in der altkatholischen Kirche als die jungfräuliche Mutter Gottes und als Erste der Heiligen verehrt und um ihre Fürbitte für die Kirche auf Erden angerufen. Die altkirchlichen Glaubensaussagen über die Hl. Jungfrau und Gottesgebärerin, also die Lehre über die Gottesmutterschaft und die ewige Jungfräulichkeit, werden vollumfänglich anerkannt. In altkatholischen Kirchen sind Statuen und Bilder der hl. Gottesmutter üblich, auch wird ihrer in der christkatholischen Kirche in jeder Eucharistiefeier gedacht.
In der Utrechter Erklärung wird hingegen das Dogma der Unbefleckten Empfängnis der römisch-katholischen Kirche als im Widerspruch zur Lehre der alten Kirche verworfen. Auch die Dogmatisierung der leiblichen Aufnahme Mariens in den Himmel wurde per Erklärung der Internationalen Bischofskonferenz der Utrechter Union verworfen. Es wurde aber allein die Dogmatisierung dieser Lehre verworfen, der Glauben an die Himmelfahrt Mariä ist gestattet, wie sich am Beispiel der polnisch-katholischen Kirche, die sich durch eine starke Marienverehrung auszeichnet, zeigt. Gewöhnlicherweise wird sonst aber ihr Entschlafen, nicht ihre leibliche Himmelfahrt, gefeiert.
In den westeuropäischen altkatholischen Kirchen ist das Rosenkranzgebet nicht üblich, in Polen wird die Tradition hingegen gepflegt.

### Anglikanische Kirche
Die anglikanischen Kirchen weisen ein breites Spektrum an Lehren und Praxen in Bezug auf Maria auf, mit einigem Wandel durch die Jahrhunderte. Während der Reformation in England und unter dem Einfluss von Puritanern, die innerhalb der anglikanischen Kirche wirksam sein wollten, wurden viele Aspekte der Lehren und Praxen bezüglich Maria in Frage gestellt oder abgelehnt. Ab dem 19. Jahrhundert, mit dem Aufkommen der Oxford-Bewegung, wurden sie für einige Anglikaner, oft in modifizierter Form, wieder bedeutsam, blieben jedoch für andere verpönt.

#### Geschichte der anglikanischen Marienverehrung
Marienverehrung in anglikanischer Tradition geht auf die Anfänge des Christentums in England zurück. Einer Legende zufolge hat Josef von Arimathäa das Christentum nach England gebracht und die erste keltische Kirche bei Glastonbury im Jahr 65 nach Chr. gegründet, die der Jungfrau Maria geweiht war. Seit Ende des 6. Jahrhunderts gibt es in den meisten Kathedralen Englands Lady Chapels, oft als Teil der Apsis. Traditionell ist eine Lady Chapel die größte Kapelle in einer Kathedrale. Oftmals wurden sie östlich des Hochaltars gebaut, als herausragendes Gebäudeteil, das die Kurve der Apsis durchbricht. Bereits in der angelsächsischen Zeit war Marienfrömmigkeit im Lande so verbreitet, dass England auch als Marias Mitgift bezeichnet wurde. Schon im Jahr 1060 war England das erste Land der Westkirche, in dem das Fest Mariä Himmelfahrt gefeiert wurde.
Viele der großen englischen Heiligen, wie etwa Edmund von Canterbury, Richard von Chichester und Thomas Becket, waren Mariaverehrer und haben Mariengebete verfasst. Der Heilige, der ihr wohl am meisten ergeben war, war Anselm von Canterbury, der viele Gebete und Bücher über die Marienverehrung schrieb und sie der „makellosen, immer jungfräulichen Mutter Christi“ widmete.
Ein weiterer Aspekt der englischen Reformation war eine weit verbreitete Bewegung gegen das Konzept Mariens als Mittlerin. Solche übertriebene Betrachtungen, die zum Teil durch Darstellungen Jesu Christi als unzugänglicher Richter inspiriert waren, wurden von Erasmus von Rotterdam und dem heiligen Thomas More kritisiert und von der englischen Kirche abgelehnt. Einhergehend mit Gedankengut der Reformation, dass die Heilige Schrift das Fundament des Glaubens sei (Sola scriptura), vertraten die Reformatoren verstärkt die Ansicht, dass Jesus Christus der einzige Mittler zwischen Gott und der Menschheit sei. Eine explizite Verehrung Marias wurde daher abgelehnt und führte zu einer Verminderung ihrer Bedeutung im Leben der anglikanischen Kirche.
Die englischen Reformatoren behielten die Doktrin der Urkirche in Bezug auf Maria jedoch bei. Ihre Lehre über Maria war auf ihre Rolle in der Inkarnation konzentriert: dies wird zusammengefasst in der Akzeptanz ihres Status als Gottesmutter, weil sie dies sowohl für schriftgemäß als auch traditionsgemäß hielten. Im Einklang mit den Traditionen der Urkirche und mit anderen Reformatoren wie Martin Luther akzeptierten die englischen Reformatoren wie Hugh Latimer, Thomas Cranmer und John Jewel auch, dass Maria ewig jungfräulich blieb. Die Möglichkeit, dass Maria durch Gnade vor der Sünde bewahrt wurde, haben sie weder bestätigt noch abgelehnt. In dieser Hinsicht ist bemerkenswert, dass das Book of Common Prayer im Proprium für Weihnachten (Tagesgebet und Präfation) Maria als eine reine Jungfrau bezeichnet.
Ab dem Jahr 1561 enthielt der Kalender der Church of England nur noch fünf Marienfeste: Mariä Empfängnis, Mariä Geburt, Mariä Verkündigung, Mariä Heimsuchung und Mariä Reinigung. Der Festtag Mariä Himmelfahrt wurde jedoch gestrichen. Die schottischen und kanadischen Ausgaben des Book of Common Prayer haben den 15. August wieder zum Festtag gemacht; im Gebetbuch der Episkopalkirche der Vereinigten Staaten von Amerika wird er ebenfalls als Festtag der „Heiligen Maria, der Jungfrau, Mutter unseres Herrn Jesus Christus“ begangen.
Trotz der abnehmenden Marienverehrung seit dem 16. Jahrhundert blieb einiges erhalten: der Gebrauch des Magnificats beim Abendgebet sowie die entsprechende Benennung von Kirchen und Kapellen. Im 17. Jahrhundert übernahmen Schriftsteller wie Lancelot Andrewes, Jeremy Taylor und Thomas Ken eine vollere Wertschätzung der Stellung Mariens aus den Gebeten der katholischen Tradition. So lehnte sich Andrewes in seinen Preces privatae an ostkirchliche Liturgien an, da er die Marienverehrung pflegte. Diese Wiederzuneigung setzte sich bis ins nächste Jahrhundert und bis in die Oxford-Bewegung des 19. Jahrhunderts hinein fort.

#### Gegenwart

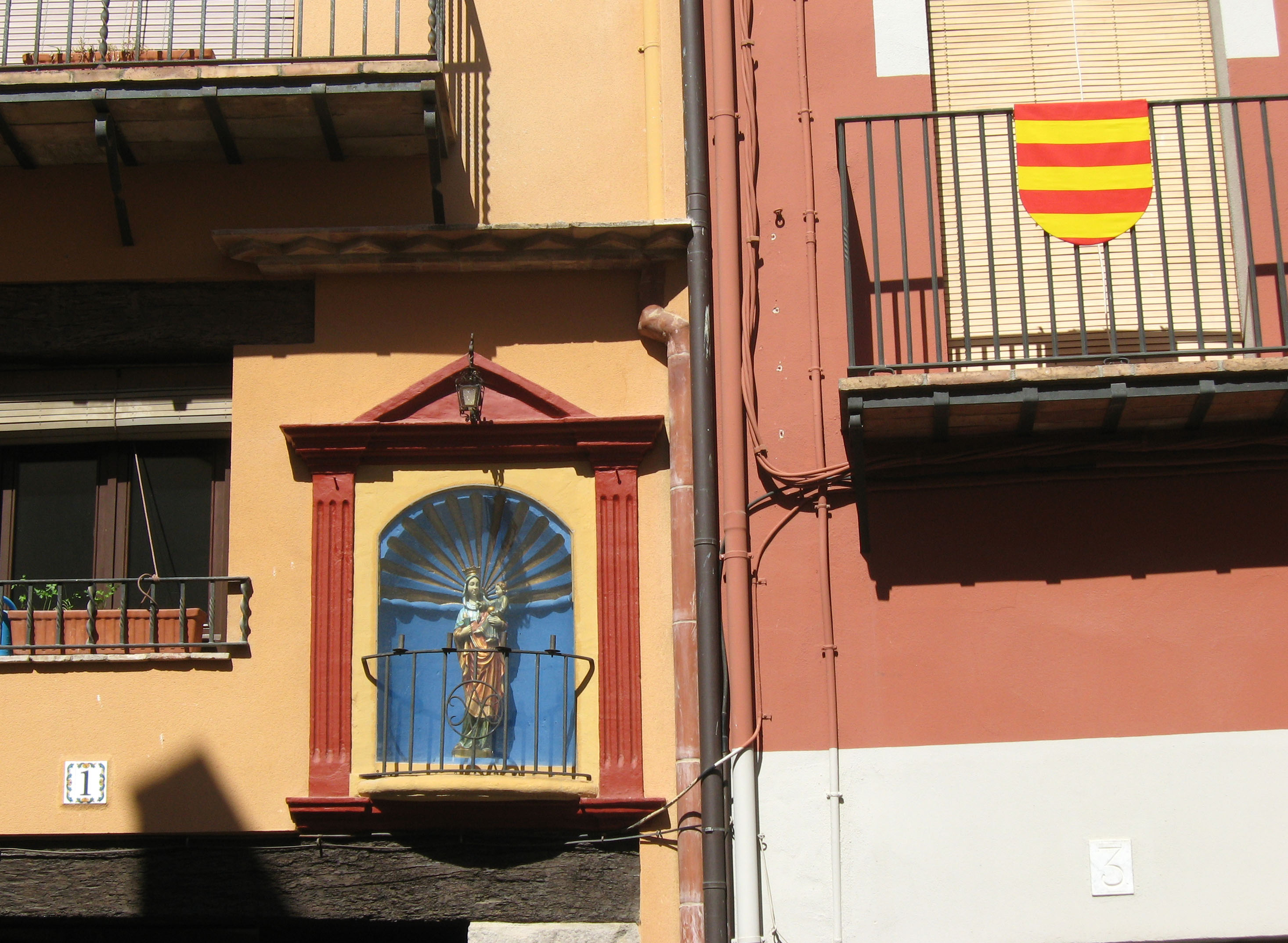
Marienstatue in der Nische einer Hausfassade in Castelló d’Empúries

Durch die liturgische Bewegung des 19. und 20. Jahrhunderts ist Maria in der anglikanischen Gebetspraxis zu erneuter Beliebtheit gekommen. In den meisten anglikanischen Gebetbüchern wird Maria in den liturgischen Gebeten wieder namentlich erwähnt. Anglikaner sehen in Maria ein Beispiel für Heiligkeit, Glauben und Gehorsam für alle Christen; sie kann auch als prophetische Figur gesehen werden. Aus diesen Gründen wird sie als wichtigstes Mitglied der Gemeinschaft der Heiligen betrachtet, und viele anglokatholische Anglikaner verehren sie. Darüber hinaus wird der 15. August weithin als Principal feast zu Ehren Mariens mit eigenem Proprium gefeiert. Auch andere urkirchliche Feste, die mit Maria in Verbindung stehen, wurden erneuert, und es gibt eigene liturgische Texte für diese Tage. Marianische Andachtsformen wie der Angelus, das Regina coeli und der Rosenkranz werden am ehesten mit der anglokatholischen Bewegung innerhalb des Anglikanismus in Verbindung gebracht.
Am 16. Mai 2005 gaben die römisch-katholische und die anglikanische Kirche eine gemeinsame 43-seitige Erklärung Mary: Hope and Grace in Christ über die Rolle der Jungfrau Maria im Christentum heraus, die auch als „Seattle Statement“ bezeichnet wird. Diese Erklärung erfüllte den Zweck, die ökumenische Zusammenarbeit aufrechtzuerhalten. Das Dokument wurde vom seinerzeitigen Erzbischof von Seattle, Alexander Joseph Brunett, und Peter Carnley, dem anglikanischen Erzbischof von Perth, veröffentlicht, weil diese beiden die Mitvorsitzenden der Anglican-Roman Catholic International Commission (ARCIC) waren.
Es wird viel über die vermeintlichen Unterschiede zwischen anglikanischer und römisch-katholischer Mariologie behauptet. Da der Anglikanismus kein Lehramt hat, das dazu Stellung nimmt, ist eine präzise Wiedergabe der anglikanischen Position schwierig. Zusätzlich zur Anbetung (latria), die nur Gott gebührt, geht die Marienverehrung in der katholischen Kirche davon aus, dass Maria unter den Heiligen eine besondere Verehrung (hyperdulia) gebührt. Anglikaner hingegen stimmen zwar darin überein, dass nur Gott allein anzubeten ist, viele sind jedoch der Meinung, dass der Gottesmutter kein höheres Maß an Verehrung als anderen Heiligen zuteilwerden sollte. Viele Anglikaner teilen wiederum die orthodoxe Haltung, dass Maria die bedeutendste Heilige sei und als solche zu verehren sei.
Der Anglikanismus hält die römisch-katholischen Dogmen der leiblichen Aufnahme Mariens in den Himmel und der unbefleckten Empfängnis nicht für bindend. Viele Anglikaner stimmen vielmehr mit der orthodoxen Ansicht überein, es habe keine unbefleckte Empfängnis gegeben, auch wenn Maria während ihres Lebens keine Sünde begangen habe.

### Lutherische Kirchen

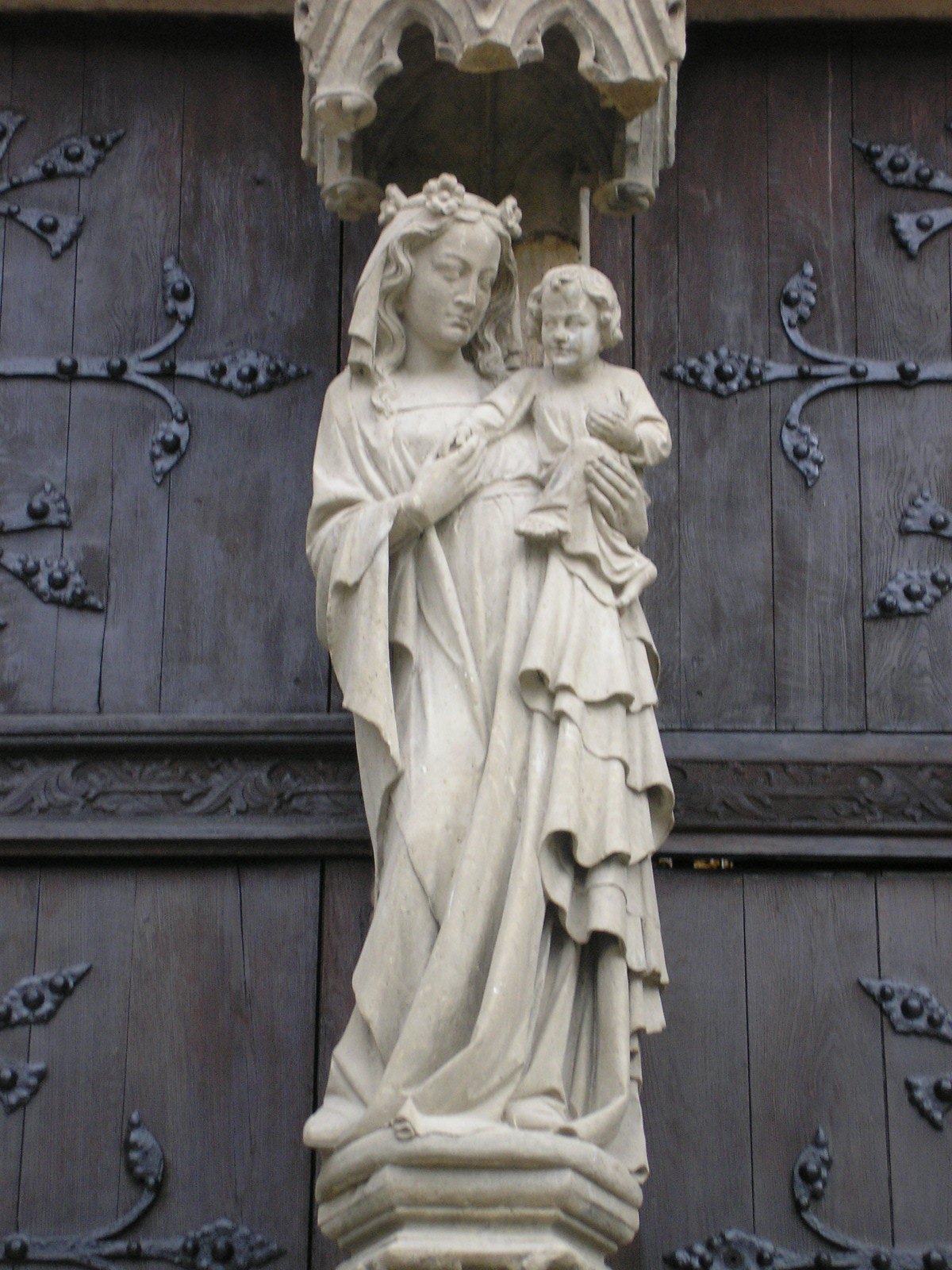
Mariendarstellung am Portal der Marienkirche in Mühlhausen

In den lutherischen Kirchen spielt die Marienverehrung in der Praxis kaum eine Rolle. Luther wandte sich entschieden gegen die katholische Vorstellung von Maria als Königin des Himmels sowie gegen landläufige Vorstellungen von Maria als Mittlerin, die Christus erst gnädig stimmen müsse. Hingegen betonte Luther, dass durch den Opfertod Christi das Erlösungswerk vollkommen ist und keiner Ergänzung bedürfe. Dabei berief er sich auf die Bibel. Christen brauchten keinerlei Fürsprache und Vermittlung durch Menschen, sei es Maria oder seien es Heilige. Doch Luther hielt selbst Marienpredigten und schätzte in seinen Auslegungen (etwa des Magnificats) Maria als Beispiel menschlicher Demut und Reinheit. Darum wird eine gewisse Form von Marienverehrung in manchen lutherischen Kirchen geübt. Maria gilt als Vorbild des Glaubens.
Die lutherische Kirche kennt traditionell drei Marienfeste (dies gilt zumindest für die Selbständige Evangelisch-Lutherische Kirche), die aber genau genommen Christusfeste sind:
- Reinigung Marias oder Darstellung des Herrn am 2. Februar
- Mariä Verkündigung oder Verkündigung des Herrn am 25. März
- Mariä Heimsuchung am 2. Juli

Diese Christusfeste mit marianischem Aspekt sieht auch das Evangelische Gottesdienstbuch einiger lutherischer und unierter Kirchen in Deutschland vor; teilweise ist dort für den Zusammenfall mit bestimmten Sonntagen vorgesehen, dass das Proprium des Gedenktages das Proprium des entsprechenden Sonntages ersetzen kann oder soll.
Die Evangelisch-Lutherische Kirche in Amerika und die Lutherische Kirche – Missouri-Synode sehen als eigenen Gedenktag für Maria den 15. August vor, das traditionell als Todestag angenommene Datum. Vor der Einführung des Evangelischen Namenkalenders fand sich dieses Datum unter Namen wie „Mariä Verscheiden“ auch in regionalen evangelischen Kalendern des deutschsprachigen Raumes. Die Vorstellung einer leiblichen Aufnahme Marias in den Himmel wird indes abgelehnt.

### Reformierte und baptistische Kirchen
In der reformierten Kirchen akzeptierte Zwingli die Marienverehrung, soweit sie biblisch begründet ist. Calvin sah bei der Marienverehrung die Gefahr, zum Götzendienst zu werden. Deshalb lehnte er sie grundsätzlich ab. Mit ihm stimmen auch die evangelisch-freikirchlichen Gemeinden (Baptisten und Brüdergemeinden) überein. Maria ist – so wie viele andere biblische Personen auch – ein Vorbild des Glaubens und der Hingabe; aber sie soll nicht im Gebet angerufen werden. Sie wartet mit allen „in Christus Entschlafenen“ (1 Thess 4,16 ) auf den Tag der sichtbaren Wiederkunft Jesu. Dann werden die verstorbenen und die zu diesem Zeitpunkt lebenden Christen gemeinsam Jesus Christus „entgegengeführt“. 
Aus freikirchlicher Sicht ist gemäß Deuteronomium (Dtn 18,11 ) die Kontaktaufnahme zu Verstorbenen verboten. Das gilt auch im Blick auf vorbildliche Verstorbene (siehe 1 Sam 28 ).

### Andere christliche Glaubensgemeinschaften
Verschiedene Glaubensgemeinschaften, darunter Evangelikale, die Zeugen Jehovas, die Christadelphians und die Siebenten-Tags-Adventisten, schätzen Maria als Mutter Jesu und glauben an die Jungfrauengeburt, üben jedoch scharfe Kritik an der Marienverehrung, die sie in allen Formen als unbiblisch ablehnen und als Götzendienst betrachten.

### Islam
Im Islam wird Maria (Maryam, Meriem) als Mutter des Propheten Jesus (Isa) verehrt und hochgeschätzt; sie wird als die reinste und rechtschaffenste Frau dargestellt. Auch glaubt man an die jungfräuliche Empfängnis Jesu, jedoch nicht im Sinne eines Zeugungsaktes, sondern einer Erschaffung Jesu im Mutterleib Marias. Sie wird im Koran äußerst positiv beschrieben; Maria ist die einzige Frau, die im Koran namentlich erwähnt wird; nach ihr ist sogar eine Sure – die 19. – benannt.

### Voodoo
Im haitianischen Voodoo wird Maria mit dem weiblichen Geistwesen Erzulie synkretisiert. Erzulies Symbol enthält ein von einem Schwert durchbohrtes Herz, wie es auch in der christlichen Symbolik für Maria steht.

## Formen der Marienverehrung

### Gebete und Anrufungen der Mutter Gottes
- Angelus
- Ave Maria
- Magnificat
- Rosenkranz
- Hymnos Akathistos
- Lauretanische Litanei
- Marianische Antiphonen
- Marienweihe
- Salve Regina
- Unter Deinen Schutz und Schirm

### Marienfeste und Brauchtum
- Marienfest – Hauptartikel zum Thema der religiösen Feste
- Maiandacht
- Marienheiligtum
- Krönung eines Marienbildes

### Marienverehrung in der Kunst

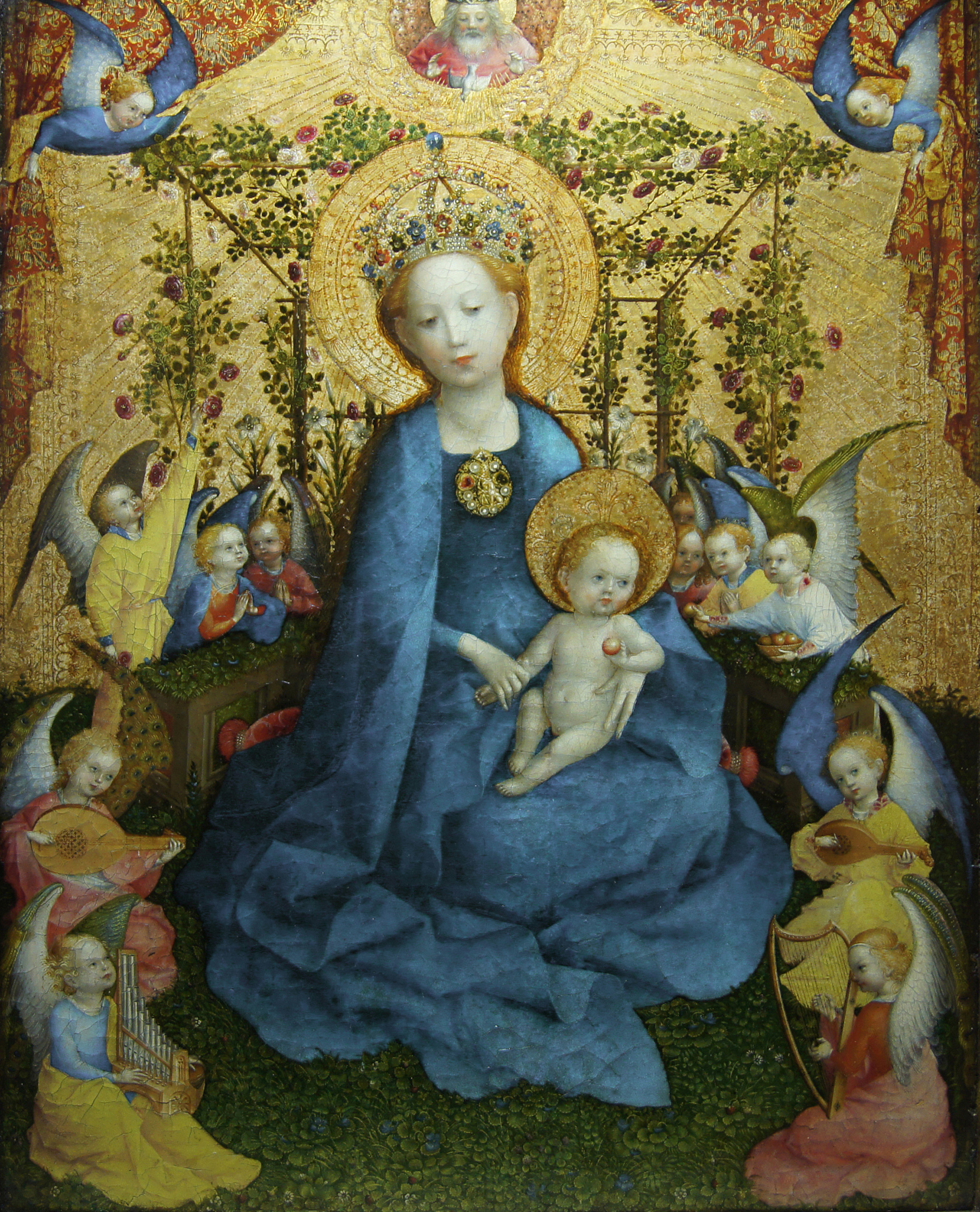
„Maria im Rosenhag“ (Hortus conclusus), Stefan Lochner, um 1448, Köln, Wallraf-Richartz-Museum

Die frühesten Marienbilder stammen aus dem 2. bis 3. Jahrhundert. Bereits in den Katakomben sieht man Maria mit dem Kind auf dem Schoß dargestellt. Seit dem Konzil von Ephesos, das im Jahre 431 die Gottesmutterschaft dogmatisierte, nahmen die Darstellungen an Häufigkeit zu.
Auf griechischen Ikonen erscheint Maria in streng festgelegten Typologien, wogegen sich in der westlichen Kunst die Bildfindung im Lauf der Jahrhunderte zunehmend freier gestaltet. Trotzdem haben sich auch hier bestimmte Typen wie die Schutzmantelmadonna, die Mondsichelmadonna, die Schwarze Madonna oder die Maria im Ährenkleid entwickelt. Diese Bilder enthalten oft auch marianische Symbole, wie etwa den Hortus conclusus, den verschlossenen Garten aus dem Hohen Lied als Sinnbild der Jungfräulichkeit. Viele Szenen sind nicht der Bibel entnommen, sondern apokryphen Schriften oder der Legenda aurea.
Bildhauerisch wurde Maria vor allem mit dem Jesuskind dargestellt. In der Romanik war die Darstellung als Sitz der Weisheit (Sedes sapientiae), mit dem Jesuskind auf dem Schoß, weit verbreitet. Seit der Gegenreformation sind Marienstatuen nahezu ausschließlich entweder als Himmelskönigin (Regina Coeli) oder – ohne Kind – als Immaculata gestaltet. Darstellungen, die Maria auf eine Schlange tretend darstellen, beziehen sich auf Gen 3,15 im Alten Testament, wo die „Feindschaft“ zwischen der Frau und der Schlange vorausgesagt wird.
Nach den Marienerscheinungen des 19. und 20. Jahrhunderts (insb. Lourdes und Fátima) kamen Mariendarstellungen hinzu, die sich auf diese Ereignisse beziehen, wie etwa Lourdesgrotten.

### Musik
In der Musik gehören marianische Hymnen zu den ältesten Marienliedern. Vertonungen des Ave Maria, Litaneien und zahlreiche andere Lieder entstanden für den täglichen Gebrauch, zu Wallfahrten und für Marienfeiertage. Das Motiv der Stella Maris – lateinisch für Meerstern, erfreute sich seit dem Spätmittelalter besonderer Beliebtheit. Der neutestamentliche Hymnus des Magnificat wurde von zahlreichen Komponisten aller Epochen musikalisch umgesetzt.

### Sinnbilder

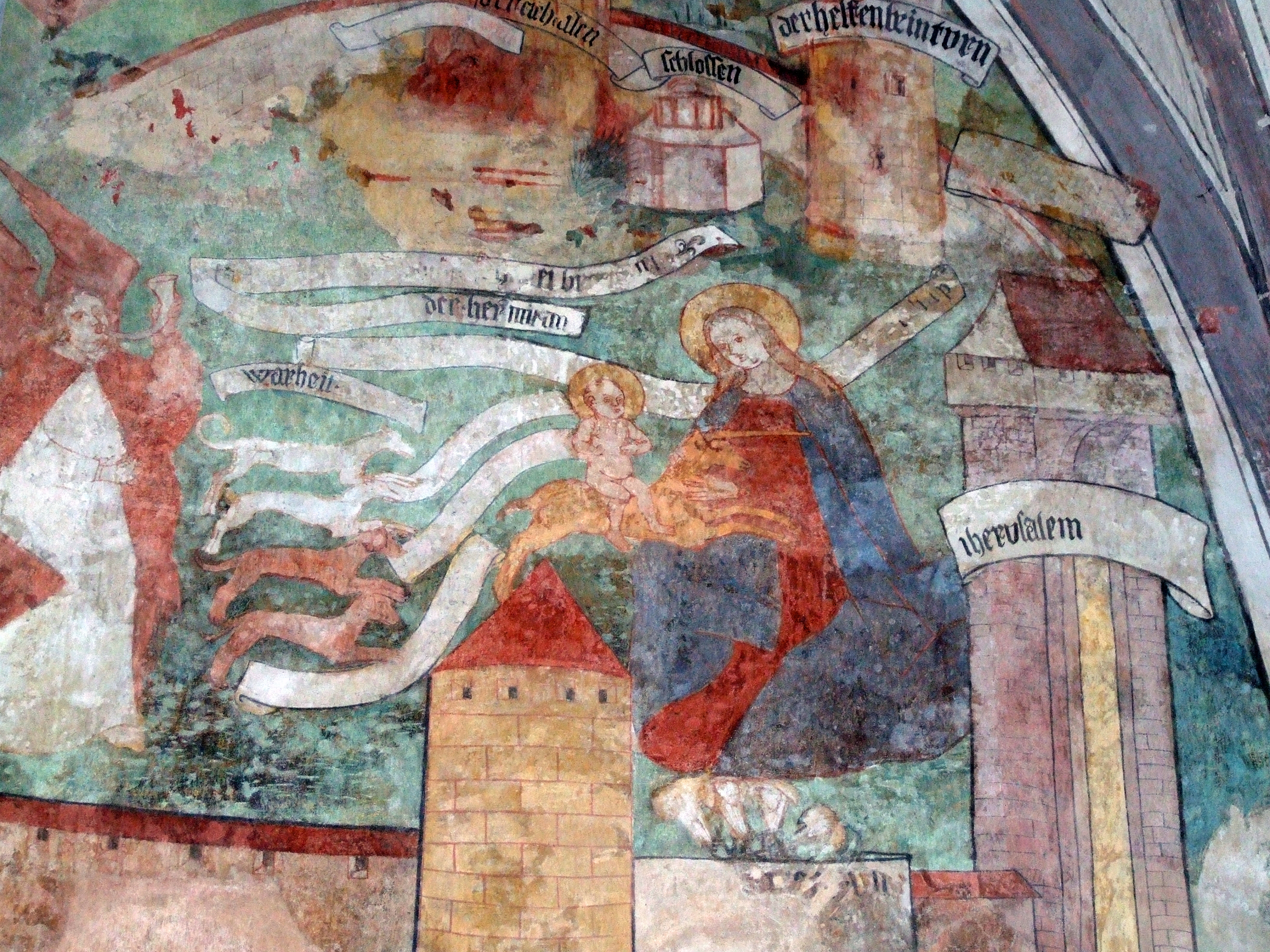
Die einzige bekannte Darstellung eines Einhorns, welches das Jesuskind trägt und in den Schoß Mariens gejagt wird (Frauenkirche in Memmingen)

Maria wird seit dem Mittelalter oft unter verschiedenen Sinnbildern gesehen. Solche Mariensymbole sind beispielsweise:
die Sonne, der Mond, der Stern (des Meeres), die Zeder, der Zweig aus der Wurzel des Jesse, die Lilie unter Dornen, die Rose, die immer volle Quelle, der versiegelte Brunnen, die verschlossene Pforte, der verschlossene Garten, das versiegelte Buch, der makellose Spiegel, der brennende Busch Moses, die Rute, der Stab Aarons, das Vlies Gideons, der Turm Davids, die Stadt Davids, der Tempel Salomos und die Himmelspforte.
Diese Beispiele sind vor allem dem Alten Testament, vorzugsweise dem an solchen dichterischen Bezeichnungen reichen Hohen Lied entlehnt, das manchmal auch geradezu auf die Heilige Jungfrau bezogen wurde. Einige symbolische Bilder gibt es aber auch, die nicht der Bibel, sondern den Vorstellungen entlehnt sind, welche das Mittelalter auf naturkundlichem Gebiet hegte:
der Phönix, der Pelikan, der Löwe und das Einhorn.
Das Einhorn konnte in der mittelalterlichen Naturwissenschaft nur dadurch gefangen werden, dass es in den Schoß einer Jungfrau gejagt wird. Auch hier wurde wiederum auf Maria Bezug genommen.
Der Analytischen Psychologie in der Tradition Carl Gustav Jungs gilt Maria als Gottesmutter und Schutzfrau der Menschheit als besonders deutliche Ausprägung des sogenannten Mutterarchetyps.

### Wappen
Im Mittelalter war es bei der Darstellung von Personen üblich, das entsprechende Wappen zur besseren Identifikation beizufügen. So erhielt auch Maria ein eigenes Wappen mit unterschiedlicher Symboliken wie z. B. den Ölbaum oder -zweig, den Stern des Meeres (Stella maris) sowie eine Rose.
Die Mutter Jesu erscheint auch in folgenden Gemeindewappen:

Altötting
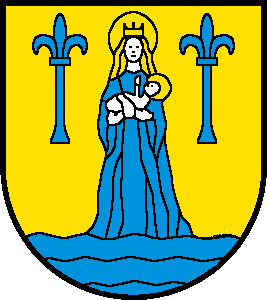
Meltingen
Breil/Brigels
Dackenheim
Rödersheim-Gronau
Brüggen

Schonach im Schwarzwald
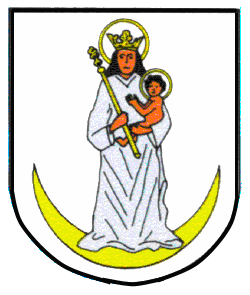
Gottersdorf
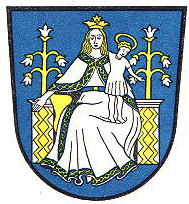
Lilienthal
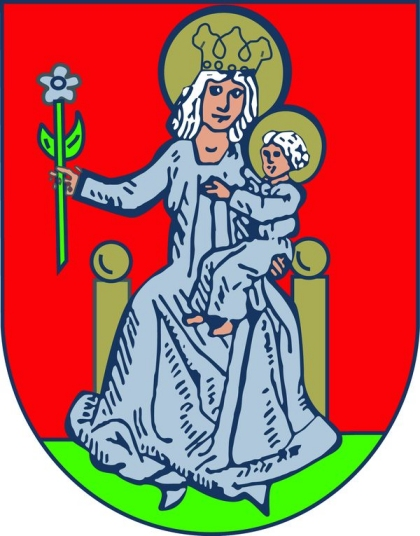
Samtgemeinde Nordkehdingen
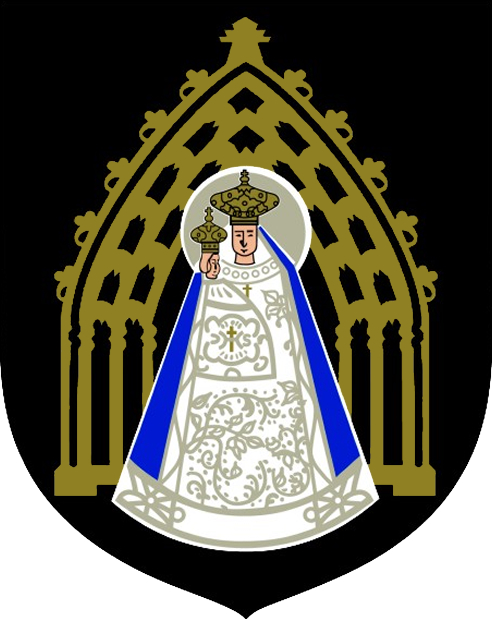
Mariazell (Steiermark)
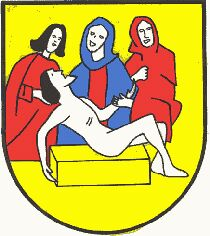
Pinggau (Steiermark)
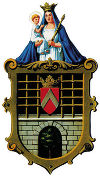
Pischelsdorf in der Steiermark

## Einzelbelege
1. ↑  Franz Graf-Stuhlhofer: Zu Heiligen beten? Heiligenverehrung gemäß der Bibel, bei Kirchenvätern sowie in heutiger kirchlicher Praxis und Lehre. Schulte+Gerth, Asslar 1988, 2. verbesserte Auflage: Folgen Verlag, Langerwehe 2014 (eBook), Kap. „Märtyrerverehrung im 2. und 3. Jahrhundert“.
2. ↑  Franz Graf-Stuhlhofer: Zu Heiligen beten? Heiligenverehrung gemäß der Bibel, bei Kirchenvätern sowie in heutiger kirchlicher Praxis und Lehre. Schulte+Gerth, Asslar 1988, 2. bearbeitete Auflage: Folgen Verlag, Langerwehe 2014 (eBook), Kap. Zu Maria beten?
3. ↑  Gregor von Nazianz: Oratio 24,10f.
4. ↑  Giovanni Miegge: Die Jungfrau Maria. Studie zur Geschichte der Marienlehre. Göttingen 1962, S. 101.
5. ↑  César Mawanzi: Wallfahrt – Marienverehrung als Zeugnis des Glaubens und der Heilung. In: Kath. Kirchengemeinden St. Ägidius Obertiefenbach und St. Marien Niedertiefenbach (Hrsg.): 250 Jahre Wallfahrtskapelle Beselich, 1767 – 2017. Beselich 2017, S. 45–50.
6. ↑  vgl. Paulus Rusch: Mariologische Wertungen. In: Zeitschrift für katholische Theologie. Bd. 85, Nr. 2, 1963, ISSN 0044-2895 S. 129–161, hier: S. 131, 133, 149, 158. Rusch spricht auf S. 133, 140, 149, 159 ferner vom Ausfall der Ecclesia-mater-Vorstellung im Hinblick auf die Kirche, die wegen der Auseinandersetzung zwischen Papst und Kaiser mehr als Herrscherin gesehen wurde, was die Verehrung Mariens ebenfalls verstärkte.
7. ↑  Arno Herzig: Der Zwang zum wahren Glauben. Rekatholisierungspolitik vom 16. bis zum 18. Jahrhundert. Vandenhoeck & Ruprecht, Göttingen 2000, ISBN 3-525-01384-1.
8. ↑  Mogens Herman Hansen, Kurt Raaflaub (Hrsg.): Studies in ancient greek polis (= Historia. Einzelschriften. H. 95 = Papers from the Copenhagen Polis Centre. Bd. 2). Steiner, Stuttgart 1995, ISBN 3-515-06759-0.
9. ↑  Haarmann, Harald:  Auf den Spuren der Indoeuropäer. Von den neolithischen Steppennomaden bis zu den frühen Hochkulturen. C.H. Beck, München 2016, S. 270–273.
10. ↑  Özgür, M. E.: Perge Istanbul (2. Aufl.) 1989, S. 14. zitiert nach Haarmann, Harald: Auf den Spuren der Indoeuropäer. Von den neolithischen Steppennomaden bis zu den frühen Hochkulturen. C.H. Beck, München 2016, S. 273.
11. ↑  Piet Smulders: Dogmengeschichtliche und lehramtliche Entfaltung der Christologie. In:  Johannes Feiner, Magnus Löhrer (Hrsg.): Mysterium Salutis. Grundriss heilsgeschichtlicher Dogmatik. Band 3: Das Christusereignis. Halbband 1. Benziger, Zürich u. a. 1970, S, 451–457.
12. ↑  Zur Einordnung bei Johannes Paul II. siehe Vittorio Messori (Hrsg.): Johannes Paul II. Die Schwelle der Hoffnung überschreiten. Hamburg 1994, Hoffmann und Campe, S. 238.
13. ↑  Kai Michel: Gott Mutter. In: Die Zeit, Nr.  13/2007, S. 31, zur Ausstellung
14. ↑  Stephen Benko: The Virgin Goddess. Studies in the Pagan and Christian Roots of Mariology (= Studies in the History of Religions. Bd. 59). Brill, Leiden u. a. 2004, ISBN 90-04-13639-8, S. 2.
15. ↑  Jörg Lauster: Die Verzauberung der Welt. Eine Kulturgeschichte des Christentums, C.H. Beck, München 2014, S. 511f.
16. ↑  IBK: Erklärung zur Leiblichen Himmelfahrt Mariens "alt-katholisch.de"
17. ↑  Mary: Hope and Grace in Christ "Mary: Grace and Hope in Christ"
18. ↑  Kalendarium zum Evangelischen Gottesdienstbuch (PDF; 605 kB)
19. ↑  15. August im Ökumenischen Heiligenlexikon
20. ↑  André Birmelé: Mariologie II.3. Evangelisch. In: Religion in Geschichte und Gegenwart. Band 5: L – M. 4., völlig neu bearbeitete Auflage. Mohr Siebeck, Tübingen 2002, ISBN 3-16-146945-3, Sp. 828.
21. ↑  Franz Graf-Stuhlhofer: Zu Heiligen beten? Heiligenverehrung gemäß der Bibel, bei Kirchenvätern sowie in heutiger kirchlicher Praxis und Lehre. Folgen, Langerwehe 2014 (eBook), ursprünglich Schulte+Gerth, Asslar 1988, Kap. „Zu Maria beten?“ und „Ist Marienverehrung Götzendienst?“
22. ↑  Description of Various Loa of Voodoo, Webster University, 1990
23. ↑  Eine systematische Zusammenstellung der literarischen Verwendung dieser Marienbilder und Beiworte bietet Anselm Salzers "Die Sinnbilder und Beiworte Mariens in der deutschen Literatur und Hymnenpoesie des Mittelalters", Linz 1893 online.
24. ↑  Friedrich Braun: Die Stadtpfarrkirche zu Unser Frauen in Memmingen. Ein Beitrag zur Geschichte des oberschwäbischen Kirchenbaues. Köselsche Buchhandlung, Kempten u. a. 1914, S. 82.
25. ↑  Bäumer, Scheffczyk (Hrsg.): Marienlexikon. 4. Band: Lajtha – Orangenbaum. 1992, ISBN 3-88096-894-2, S. 673–675.
26. ↑  Bäumer, Scheffczyk (Hrsg.): Marienlexikon. 4. Band: Lajtha – Orangenbaum. 1992, ISBN 3-88096-894-2, S. 384.
27. ↑  Bäumer, Scheffczyk (Hrsg.): Marienlexikon. 4. Band: Lajtha – Orangenbaum. 1992, ISBN 3-88096-894-2, S. 548f.
28. ↑  Bote von Fatima, Juni 2009, ZDB-ID 522796-3, S. 72f.